# قباء
قرية قُباء وهي حاليًّا أحد أحياء المدينة المنورة تقع جنوبي المدينة المنورة في السعودية.
يجري فيها وادي رانوناء. كانت من قبلُ قرية مستقلة على طريق القوافل القادمة من مكة، ثم امتدَّ العُمران إليها فاتصلت ببقية أنحاء المدينة، ويُروى أنها سميت قُباء ببئر كانت بها يُقال لها قُبار، فتطيَّر الناس منها فسمَّوها قُباء. تتميَّز قُباء بكثرة المياه الجوفية، وقربها، وخصوبة تربتها لذا تكثر فيها مزارع النخيل، والعنب، والبساتين، وكانت إلى عهد قريب مجموعة مـن المزارع المتصلة، تنتشر بينها البيوت، أو تتجمَّع على شكل أحياء صغيرة، وخاصة حول مسجد قُباء الذي خطه رسول الله ﷺ عند وصوله إليها، وشارك في بنائه. وهو أول مسجد في الإسلام وقد وردت فيه أحاديثُ كثيرة تبين فضله. وكان الرسول يزوره بين الحين والآخر ويختار يوم السبت لذلك، كما كان يزور بعضَ الصحابة في قُباء. 
وقد انتشر العُمران حالياً في قُباء وامتدَّ في جميع الاتجاهات، وتقلَّصت المزارع والبساتين، وما بقي فيها يُضفي على المِنطقة جمالاً وينشر فيها رطوبة طيبة.

## ضبط الاسم
قُبَاء، بضم القاف. 
قال الفيومي في المصباح المنير: وقُبَاءُ موضعٌ بقُرب مدينة النبيِّ صلى الله عليه وسلم من جهة الجنوب نحو ميلين، وهو بضمِّ القاف، يُقصَر (قُبا) ويُمَد (قُباء) ويُصرَف (قُباءٌ) ولا يُصرَف (قُباءُ).
وقال ياقوت الحمَوي في معجم البلدان:
قُبا: بالضم، وأصله اسم بئرٍ هناك عُرفت القريةُ بها، وهي مساكنُ بني عَمرو بن عَوْف من الأنصار. 
وألفُه واوٌ (أي أصله قبو) يُمَد ويُقصَر، ويُصرَف ولا يُصرَف، قال عِياض: وأنكر البكري فيه القصر، ولم يحكِ فيه القالي سوى المد.